# Constantino III de Armenia
Constantino III (también Constantino V; en armenio: Կոստանդին, armenio occidental: Gosdantin o Kostantine, 17 de abril de 1313 – 21 de diciembre de 1362) fue el rey armenio de Cilicia desde 1344 hasta 1362. Fue el hijo de Balduino, señor de Neghir, sobrino de Haitón I de Armenia, y un primo lejano de Constantino II.
Cuando Constantino II fue asesinado en una revuelta en 1344, Constantino III le sucedió. Intentando acabar con todos los pretendientes al trono, dio la orden de asesinar a los sobrinos de Constantino II, Bemon y León, pero antes de que el asesinato pudiera llevarse a cabo huyeron a Chipre. Durante su gobierno, el reino armenio de Cilicia fue reducido a incursiones y conquistas mamelucas. Conquistaron Ajazzo en 1347, Tarso y Adana en 1359.
Constantino fue el primer esposo de María, hija de Oshin de Coricos y Juana de Anjou. A su muerte por causas naturales, fue sucedido por su primo Constantino IV.